# M'Borla-Dioulasso
M’Borla-Dioulasso est une localité du centre de la Côte d'Ivoire et appartenant au département de Dabakala, Région de la Vallée du Bandama. La localité de M’Borla-Dioulasso est un chef-lieu de commune.